# Valduggia
Valduggia település Olaszországban, Vercelli megyében. Lakosainak száma 1852 fő (2023. január 1.). Valduggia Boca, Borgosesia, Cellio con Breia, Gargallo, Grignasco, Madonna del Sasso, Maggiora, Pogno és Soriso községekkel határos.

## Népesség
A település népességének változása:
| Lakosok száma | 2002 | 1982 | 1852 |
|               | 2017 | 2018 | 2023 |